# Gamma Aquilae
Gamma Aquilae (Tarazed, Tarazad, Reda, Menkib al Nesr, Humerus Vulturis, 50 Aquilae) é uma estrela dupla na direção da constelação de Aquila. Possui uma ascensão reta de 19h 46m 15.57s e uma declinação de +10° 36′ 47.8″. Sua magnitude aparente é igual a 2.72. Considerando sua distância de 460 anos-luz em relação à Terra, sua magnitude absoluta é igual a −3.03. Pertence à classe espectral K3II. É uma estrela variável suspeita.